# Carsten Cullmann
Carsten Cullmann (Colonia, 5 marzo 1976) è un allenatore di calcio ed ex calciatore tedesco, di ruolo difensore, tecnico della squadra Under-15 del Colonia.